# Niemand (Lied)
Niemand ist ein Lied der deutschen Rockband Oomph! aus dem Jahr 2001. Das Stück wurde 2019 den Neuauflagen ihres siebten Studioalbums Ego hinzugefügt.

## Entstehung und Artwork
Eingespielt, geschrieben und produziert wurde das Lied von den drei Oomph!-Mitgliedern Rene Bachmann (Robert Flux), Thomas Döppner (Crap) und Stephan Musiol (Dero Goi) im Nagelstudio in Calberlah.
Crap spielte bei den Aufnahmen einen Teil der Gitarrenklänge und das Keyboard, Robert Flux spielte ebenfalls Gitarre sowie den Sampler und Dero Goi das Schlagzeug. Die drei Oomph!-Mitglieder zeichneten darüber hinaus auch für die Abmischung und Aufnahme zuständig, wobei Flux als Hauptverantwortlicher beider Tätigkeiten fungierte. Das Mastering erfolgte durch Sterling Sound in New York City, unter der Leitung von Ted Jensen. Nachdem die Aufnahme abgeschlossen war und der Film nicht entstand, entschied die Band, Niemand als für sich stehende Single zu veröffentlichen.
Auf dem Frontcover der Single sind – neben Künstlernamen und Liedtitel – die drei Oomph!-Mitglieder, in einem großen, leeren, hellen Raum, zu sehen. Vorne in der Mitte, mit ausgestreckten Armen, steht Dero Goi. Die anderen beiden stehen im Hintergrund, in den beiden sichtbaren Ecken des Raumes. Crap steht vom Betrachter aus gesehen in der rechten, Robert Flux in der linken Ecke. Die Augen aller drei Oomph!-Mitglieder sind mit Zensurbalken verdeckt. Die Fotografie stammt vom Detmolder Fotografen Dirk Schelpmeier. Das Artwork stammt vom Bremer Medienunternehmen Fuego, unter der Leitung des Grafikers Friedel Muders.

## Veröffentlichung und Promotion
Die Erstveröffentlichung von Niemand erfolgte als CD-Single am 3. September 2001 (Katalognummer: 7243 8 97883 0 3). Diese erschien als Maxi-Single durch das Musiklabel Virgin Records, der Vertrieb erfolgte durch die EMI Group. Verlegt wurde das Lied durch den Hanseatic Musikverlag, einen Subverlag von Warner/Chappell Music. Die Maxi-Single enthält, neben dem Original, zwei Remix- sowie eine Akustikversion zu Niemand. Darüber hinaus befinden sich auf der CD noch zwei Videos und eine „Photosession“. Bei den Videos handelt es sich um Liveaufnahmen von Swallow und Supernova, die im Juli 2001 aufgenommen wurden. Swallow wurde während des Festivals Bochum Total, unter der Regie von Friedel Muders, und Supernova durch Guido Fricke, bei einem Konzert in Leipzig, aufgezeichnet. Die Photosession besteht aus Fotoaufnahmen von Dirk Schelpmeier. Zum Abspielen der Bild- und Videoinhalte ist der QuickTime-Player enthalten. Neben der offiziellen Single erschienen auch Promo-Tonträger zu Niemand, die sich durch die Anzahl und Auswahl der B-Seiten unterscheiden.
Am 17. August 2006 erschien Niemand als Teil der Oomph!-Kompilation 1998–2001: Best of Virgin Years – Singles & Rarities und war somit erstmals auf einem Album der Band vertreten. Im gleichen Jahr, am 1. Dezember 2006, erschien das Lied auch auf der Kompilation Delikatessen und ein Jahr später auf dem Videoalbum Rohstoff am 20. Juli 2007. Obwohl auf dem Backcover der Maxi-Single das zum Veröffentlichszeitraum aktuelle Studioalbum Ego beworben wurde, war das Lied zunächst nicht Teil von diesem. Am 6. September 2019 erschien es als Teil einer Neuauflage von Ego.

## Hintergrund
Nachdem die Band das Album Ego aufgenommen hatte, trat eine Filmproduktion auf das Management mit einer Anfrage zu.

„Es wurde ein neuer, deutscher Film gemacht zu dem wir einen Song machen sollten und das klang auch alles ganz vielversprechend. Es sollte dann ein Kombination geben mit Film/Video, wo alles Hand in Hand geht, mit Werbetrailern etc. Die Produktionsfirma kannte halt unsere Band und haben uns auch gar keine Vorgaben gegeben, wie der Song sein sollte. Sie waren der Meinung, dass Oomph! eben genau die richtige Art von Musik machen und das passe auch inhaltlich zum Film. So hatten wir freie Hand und sollten einen Song schreiben und sie wollten sehen, was daraus wird. Es sollte aber auf alle Fälle was Exklusives sein.

So ist dann der Song ‘Niemand’ entstanden, der allen inkl. der Filmfirma gut gefallen hat, aber leider hat diese Produktionsfirma ihren Film gar nicht mehr zustande bekommen.“

## Inhalt
| „Niemand außer mir weiß was du fühlst. Ich lass dich nie mehr. Niemand außer mir weiß was du willst. Ich lass dich nie mehr. Niemand außer mir weiß wer du bist. Ich lass dich nie mehr gehen. Ich lass dich nie mehr gehen.“ – Refrain, Originalauszug | Der Liedtext zu Niemand ist in deutscher Sprache verfasst. Die Musik wurde gemeinsam von Crap und Robert Flux komponiert, der Text von Dero Goi geschrieben. Musikalisch bewegt sich das Lied im Bereich der Schwarzen Szene, stilistisch dabei im Bereich der Rockmusik. Das Tempo beträgt 113 Schläge pro Minute. Die Tonart ist cis-Moll. Die Musik ist von „zurückhaltenden Riffs und einem melancholischen Refrain“ geprägt. Dabei wird das Stück in einer Rezension der Kompilation Delikatessen zu den „wirklich gute[n], rockende[n] Nummern“ der Gruppe gerechnet, derweil das Stück „mit seiner ruhigen Melodieführung“ eigen und „fein“ wirke. Aufgebaut ist das Lied auf zwei Strophen, einem Refrain und einer Bridge. Es beginnt zunächst mit der ersten Strophe, die aus einem Vierzeiler mit zwei Kreuzreimen besteht. Auf die erste Strophe folgt zunächst, als Dreizeiler, der sogenannte „Pre-Chorus“, ehe der Hauptteil des Refrains einsetzt. Der gleiche Aufbau wiederholt sich mit der zweiten Strophe. Nach dem zweiten Refrain erfolgt die dreizeilige Bridge, auf die letztmals der Refrain folgt, womit das Lied endet. Der Hauptgesang stammt von Oomph!-Sänger Dero Goi. |

## Musikvideo
Das Musikvideo erschien wie die Single im Jahr 2001. Dieses wurde in schwarz-weiß gedreht und lässt sich in zwei Abschnitte unterteilen, die immer wieder im Wechsel zu sehen sind. Zum einen zeigt es die Geschichte eines Mannes, der immer wieder einer bestimmten Frau begegnet. Er träumt unter anderem von ihr oder bildet sich ein, sie vor sich zu sehen. Zum anderen sieht man Oomph!, die das Lied spielen. Die Gesamtlänge des Videos beträgt 4:18 Minuten. Regie führte der in Berlin und Köln wirkende Cerin Hong von Vision Unltd. Creative Worx. Die Band veröffentlichte das Musikvideo erstmals am 19. Januar 2019 auf YouTube, bis Juni 2024 zählte es dort über 800 Tausend Aufrufe.

## Mitwirkende
| Liedproduktion - Rene Bachmann (Robert Flux): Abmischung, Gitarre, Komponist, Musikproduzent, Sampler, Tonmeister - Thomas Döppner (Crap): Abmischung-Assistenz, Gitarre, Keyboard, Komponist, Musikproduzent, Tonmeister-Assistenz - Ted Jensen: Mastering - Stephan Musiol (Dero Goi): Abmischung-Assistenz, Gesang, Liedtexter, Musikproduzent, Schlagzeug, Tonmeister-Assistenz Artwork (Cover) - Friedel Muders: Artwork - Dirk Schelpmeier: Fotograf | Musikvideo - Cerin Hong: Regisseur - Thomas Kyriases: Lichtassistent Unternehmen - EMI Group: Vertrieb - Fuego: Artwork (Cover) - Hanseatic Musikverlag: Musikverlag - Nagelstudio: Tonstudio - Sterling Sound: Tonstudio - Virgin Records: Musiklabel - Vision Unltd. Creative Worx: Filmproduzent (Musikvideo) |

## Charts und Chartplatzierungen
Niemand konnte sich eine Woche in den deutschen Singlecharts platzieren und erreichte dabei in der Chartwoche vom 24. September 2001 Rang 94. Für Oomph! avancierte das Lied seinerzeit nach Gekreuzigt (1998), Das weiße Licht (1999) und Supernova (2001) zum vierten Charthit in Deutschland.